# Kilarpesjön
Kilarpesjön är en sjö i Mjölby kommun i Östergötland och ingår i Motala ströms huvudavrinningsområde. Sjön är 5 meter djup, har en yta på 0,523 kvadratkilometer och är belägen 108 meter över havet.

## Delavrinningsområde
Kilarpesjön ingår i det delavrinningsområde (646093-146886) som SMHI kallar för Mynnar i Lillån. Medelhöjden är 118 meter över havet och ytan är 3,31 kvadratkilometer. Räknas de 6 avrinningsområdena uppströms in blir den ackumulerade arean 40,63 kvadratkilometer. Vattendraget som avvattnar avrinningsområdet har biflödesordning 5, vilket innebär att vattnet flödar genom totalt 5 vattendrag innan det når havet efter 111 kilometer. Avrinningsområdet består mestadels av skog (41 procent), öppen mark (14 procent) och jordbruk (29 procent). Avrinningsområdet har 0,52 kvadratkilometer vattenytor vilket ger det en sjöprocent på 15,6 procent.